# Machaerium berteronianum
Machaerium berteronianum là một loài thực vật có hoa trong họ Đậu. Loài này được (Steud.) Urb. miêu tả khoa học đầu tiên.